# Philippe-Frédéric Blandin
Pour les articles homonymes, voir Blandin (homonymie).
Philippe-Frédéric Blandin est un chirurgien et anatomiste français, né en 1798 à Aubigny, et mort à Paris en 1849, pionnier de l'autoplastie et de l'anatomie chirurgicale.

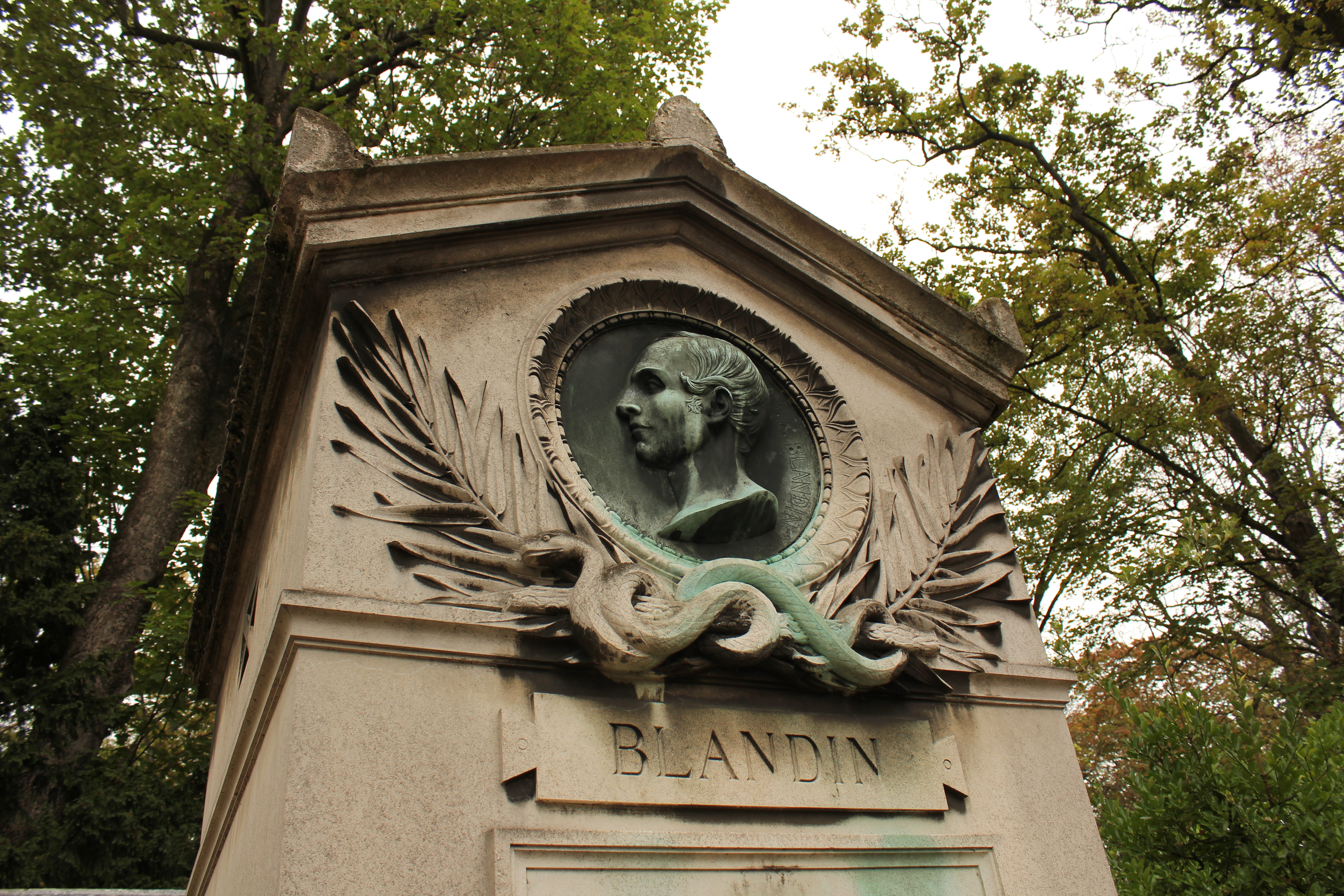
Sépulture de Blandin
au cimetière du Père-Lachaise

## Biographie
Philippe-Frédéric Blandin est né le 3 décembre 1798, à Aubigny-sur-Nère, dans le Cher, d'un père contrôleur des contributions directes. Après de premières études, commencées avec sa mère et poursuivies au collège de Bourges, il s'inscrit à dix-huit ans, en 1816, à la faculté de médecine de Paris. Il est externe en 1819 et devient interne l'année suivante. En 1821, il reçoit les prix d'anatomie pathologique, de clinique externe et d'opérations. La même année, admis au concours d'aide d'anatomie, il est nommé prosecteur.
Docteur en 1824 avec une thèse sur « quelques points d'anatomie, de physiologie et de pathologie », il réussit dès 1825 au concours de chirurgien du Bureau central et, deux ans plus tard, en 1827, à celui de l'agrégation de chirurgie, avec une thèse sur « les épanchements de liquides dans l'abdomen ». Il est alors nommé à l'hôpital Beaujon, en qualité d’adjoint de Jean-Nicolas Marjolin.
En 1831 et 1833, il dispute la chaire de pathologie externe, et ne la manque la deuxième fois que d’une seule voix. L’une de ses thèses propose le plan d’un cours de chirurgie, et l’autre, « une bonne dissertation sur les plaies d'armes à feu des articulations ».
Les deux chaires de clinique chirurgicale deviennent vacantes en 1834 et 1836, par la mort d'Alexis Boyer et de Guillaume Dupuytren, et à chacun des deux concours, Blandin présente une importante étude. La première de ces études, qui compare lithotritie et opération de la taille, les deux méthodes de traitement chirurgical des calculs de la vessie, touche à l’un des domaines où Blandin a beaucoup apporté. Dans la seconde, il développe des vues importantes et nouvelles sur l'autoplastie.
La même année 1836, Blandin est reçu au concours pour la chaire d'anatomie, avec un « excellent résumé des travaux français et étrangers sur la structure et le développement des dents ». La même année encore, le départ de Gilbert Breschet lui laisse la place de chef des travaux d'anatomie.
En 1841, après un septième concours, dans lequel il soumet « une bonne thèse sur les accidents des opérations, », il obtient la chaire de médecine opératoire, qu'ont illustrée Sabatier et Dupuytren et que laisse vacante la mort d’Anthelme Richerand.
Philippe-Frédéric Blandin meurt à Paris, d'une bronchite capillaire aiguë, le 16 avril 1849. Il est inhumé au cimetière du Père-Lachaise (8e division).

## Œuvre
Les premiers travaux d'anatomie de Blandin portent sur la distribution des nerfs laryngés et la physiologie de la glotte, sur le rapport du volume des racines des nerfs rachidiens à la sensibilité et la myotilité des zones innervées. Et surtout, il est le premier à décrire la texture de la langue, le cartilage médian, la membrane glosso-hyoïdienne, les glandes salivaires linguales antérieures, qu’on appelle encore parfois aujourd’hui « glandes de Blandin », et leurs canaux excréteurs. Ces premières études, jointes à d’autres plus tardives sur les aponévroses du périnée, les valvules veineuses, le tissu fibreux jaune élastique ou la communication entre les vaisseaux lymphatiques et sanguins, il les intègre au traité d’anatomie descriptive  qu’il publie en 1838.
En chirurgie, parmi les plus remarquables des nombreux perfectionnements et inventions que l’on doit à ce pionnier d'une autoplastie « dont il a tracé d’une main de maître les lois et les règles générales », il faut compter une sonde à résection, des attelles immédiates pour la fracture du radius, un procédé de contre-ouverture des abcès profonds du sein, la substitution de l’excision d’une partie du sphincter à celle des plis cutanés de l’anus pour empêcher la chute du rectum, un procédé nouveau de ligature de la langue, la résection du cornet nasal inférieur hypertrophié ou dévié, l’ablation d’une partie de la cloison nasale dans certains cas de bec-de-lièvre, ou encore la section sous-muqueuse du sphincter anal, qui améliore l’opération de Boyer.
On doit encore mettre à son crédit sa participation active aux débats de l’Académie où il apporte ses lumières sur de nombreux sujets, tels que les causes des malformations congénitales, l’introduction de l’air dans les veines, les tumeurs fibreuses ou les agents anesthésiques.
Mais c’est par son Traité d’anatomie topographique que non seulement il s'est fait connaître dès le début de sa carrière, mais apparaît aujourd’hui comme un des pionniers de l’anatomie chirurgicale, discipline née dans les premières années du XIXe siècle, enseignée par Roux pour la première fois, puis par Béclard, mais à laquelle Velpeau et lui donnent ses premiers ouvrages de synthèse. L’anatomie chirurgicale ne distingue plus entre l’anatomie descriptive et l’anatomie pratique ; elle se veut « une science qui apprenne au chirurgien à diriger le bistouri au sein des parties profondes avec autant de certitude que si ces parties étaient transparentes ».

## Citation
« J'ai procédé du facile au difficile ; et j'ai toujours été du connu à l'inconnu. »

## Éponymie
- Attelle de Blandin : attelle coudée sur ses bords pour la réduction des fractures du radius[18].
- Bistouri de Blandin : bistouri droit dont la lame ne tranche qu'à son extrémité[19].
- Bistouri à lame cachée de Blandin : bistouri dont la lame est cachée dans une gaine plate qui remonte dans le manche[20].
- Collier de Blandin : collier cervical[21].
- Entérotome de Blandin : ciseaux chirurgicaux pour le traitement de l'anus contre nature[22].
- Glandes de Blandin ou de Blandin-Nuhn[23] : glandes salivaires linguales antérieures[24].
- Hernie de Blandin : hernie du foramen omental[25].
- Kyste de Blandin : kyste mucoïde des glandes salivaires[26].
- Opération de Blandin : procédé de traitement de la sinusite par perforation de la cloison nasale[27].
- Porte-ligature de Blandin : instrument chirurgical pour la ligature des polypes nasaux[28].
- Sonde de Blandin : sonde à résection[29].

### Quelques publications
- 1823 : Mémoire sur la structure et les mouvements de la langue dans l'Homme, Paris, Imprimerie de Migneret, 1823.
- 1824 : Recherches sur quelques points d'anatomie, de physiologie et de pathologie (thèse pour l'obtention du doctorat en médecine, faculté de médecine de Paris), Paris, Didot jeune, 1824, 16 p. (OCLC 557259512).
- 1826 : Traité d'anatomie topographique ou Anatomie des régions du corps humain considérée spécialement dans ses rapports avec la chirurgie et la médecine opératoire, Paris, Auger Méquignon, 1834 (1re éd. 1826) (lire en ligne).
- 1827 : (la) Diversae in abdomen liquidorum effusiones (thèse soutenue pour obtenir l'agrégation de chirurgie de la faculté de médecine de l'académie de Paris), Paris, H. Tilliard, 28 p. (OCLC 493542550).
- 1827 : Traité élémentaire d'anatomie, contenant les préparations, l'anatomie descriptive et les principales régions du corps humain, Auger Méquignon, 1827 (lire en ligne), avec Alexandre Brierre de Boismont.
- 1830 : Additions à L'Anatomie générale de Xavier Bichat : Pour servir de complément aux éditions en quatre volumes, Paris, J.-A. Brosson et J.-S. Chaudé, 1830.
- 1834 : Parallèle entre la taille et la lithotritie (thèse soutenue le 24 juillet 1834 au concours pour la chaire de clinique chirurgicale de la faculté de médecine de Paris), Germer-Baillière, 1834 (lire en ligne).
- 1836 : Anatomie du système dentaire, considérée dans l'Homme et les animaux (Réimpression de Des dents, thèse soutenue le 20 juin 1836 au concours pour une chaire d'anatomie vacante à la faculté de médecine de Paris), Paris, J. B. Baillière, 1836 (lire en ligne).
- 1836 : Autoplastie, ou Restauration des parties du corps qui ont été détruites, à la faveur d'un emprunt fait à d'autres parties plus ou moins éloignées (thèse présentée et soutenue le 19 février 1836 au concours pour une chaire de clinique chirurgicale vacante à la faculté de médecine), Paris, Germer Baillière, 1836 (lire en ligne).
- 1838 : Nouveaux éléments d'anatomie descriptive, Paris, J. B. Baillière, vol. 1 (lire en ligne sur Gallica) et vol. 2 (lire en ligne sur Gallica).
- 1838 : Rapport sur une jambe artificielle imaginée par M. Ferdinand Martin, chirurgien-mécanicien de l'hôtel royal des Invalides, pour les sujets qui ont subi l'amputation de la jambe à sa partie inférieure : Fait à l'Académie royale de médecine dans sa séance du 17 avril 1838, Paris, M. F. Martin, 1838 (lire en ligne).
- 1841 : Des accidents qui peuvent survenir pendant les opérations chirurgicales et des moyens d'y remédier (thèse soutenue au concours pour la chaire de médecine opératoire, en l’année 1841), Félix Locquin, 1841, 199 p. (OCLC 34229547).
- 1843 : « Bec-de-lièvre double, compliqué de division de la voûte palatine avec saillie des os intermaxillaires », Bulletin général de thérapeutique, no 24,‎ 1843, p. 140-141 (lire en ligne, consulté le 28 mars 2014).
- 1844 : « Rapport sur les nouvelles pièces artificielles d'anatomie, présentées à l'Académie par M. le docteur Auzoux », Bulletin de l'Académie de médecine, vol. 9,‎ 1844, p. 5 et suiv. (OCLC 457079269, BNF 30112212).
- 1847 : « Modifications de la respiration chez les personnes soumises à l'inhalation de l'éther (extrait) », C. r. hebd. séances Acad. sci., vol. 24, no 23,‎ 1847, p. 1016-1017 (lire en ligne, consulté le 28 mars 2014), avec Georges Ville.
- 1847 : De l'usage des inhalations d'éther dans les opérations chirurgicales (extrait de L'Union médicale), Paris, Labé, 1847 (lire en ligne).

### Sur Blandin
- Émile Beaugrand, « Blandin (Philippe-Frédéric) », dans Amédée Dechambre (dir.), Dictionnaire encyclopédique des sciences médicales, vol. 9, Paris, G. Masson, P. Asselin, 1864-1889 (lire en ligne), p. 571-572.
- Henri Bouquet, « Le Monde médical parisien il y a cent ans : La Faculté », Le Progrès médical, nos 1-2,‎ 10 janvier 1942, p. 18 (lire en ligne).
- Claude-Georges Collet, « Une opérée de Blandin en 1842 : Communications présentées à la SFHM les 19 novembre 1966 et 24 juin 1967 », Bulletin de la Société française d'histoire de la médecine, vol. 2, nos 3-4,‎ 1968, p. 155-164 (lire en ligne).
- Charles-Pierre Denonvilliers, « Notice sur la vie et les travaux de M. Blandin : Discours prononcé le 5 novembre 1849 à la séance de rentrée de la faculté de médecine de Paris », Gazette des hôpitaux,‎ 6 novembre 1849 (lire en ligne).
- Françoise Huguet, Les Professeurs de la faculté de médecine de Paris : Dictionnaire biographique, 1794-1939, Paris, INRP/CNRS, 1991 (présentation en ligne).
- Stanislas Laugier, Discours prononcé au nom de la faculté de médecine de Paris, le 18 avril 1849, sur la tombe de P. F. Blandin, Paris, Rignoux, s. d. (lire en ligne).
- C. Sachaile de la Barre (pseud. de Claude Lachaise), Les Médecins de Paris jugés par leurs œuvres ou Statistique scientifique et morale des médecins de Paris, Paris, chez l'auteur, 1845, 634 p. (lire en ligne), p. 113-116.

### Iconographie
- « Blandin (Philippe-Frédéric) » (iconographie), dans Banque d'images et de portraits, sur Biu santé.